# Pterinopsyllus insularis
Pterinopsyllus insularis is een eenoogkreeftjessoort uit de familie van de Pterinopsyllidae. De wetenschappelijke naam van de soort is voor het eerst geldig gepubliceerd in 1989 door Herbst.